# Phlepsius ornatus
Phlepsius ornatus är en insektsart som beskrevs av Jean Pierre Omer Anne Édouard Perris 1857. Phlepsius ornatus ingår i släktet Phlepsius och familjen dvärgstritar. Inga underarter finns listade i Catalogue of Life.